# インドネシアの世界遺産

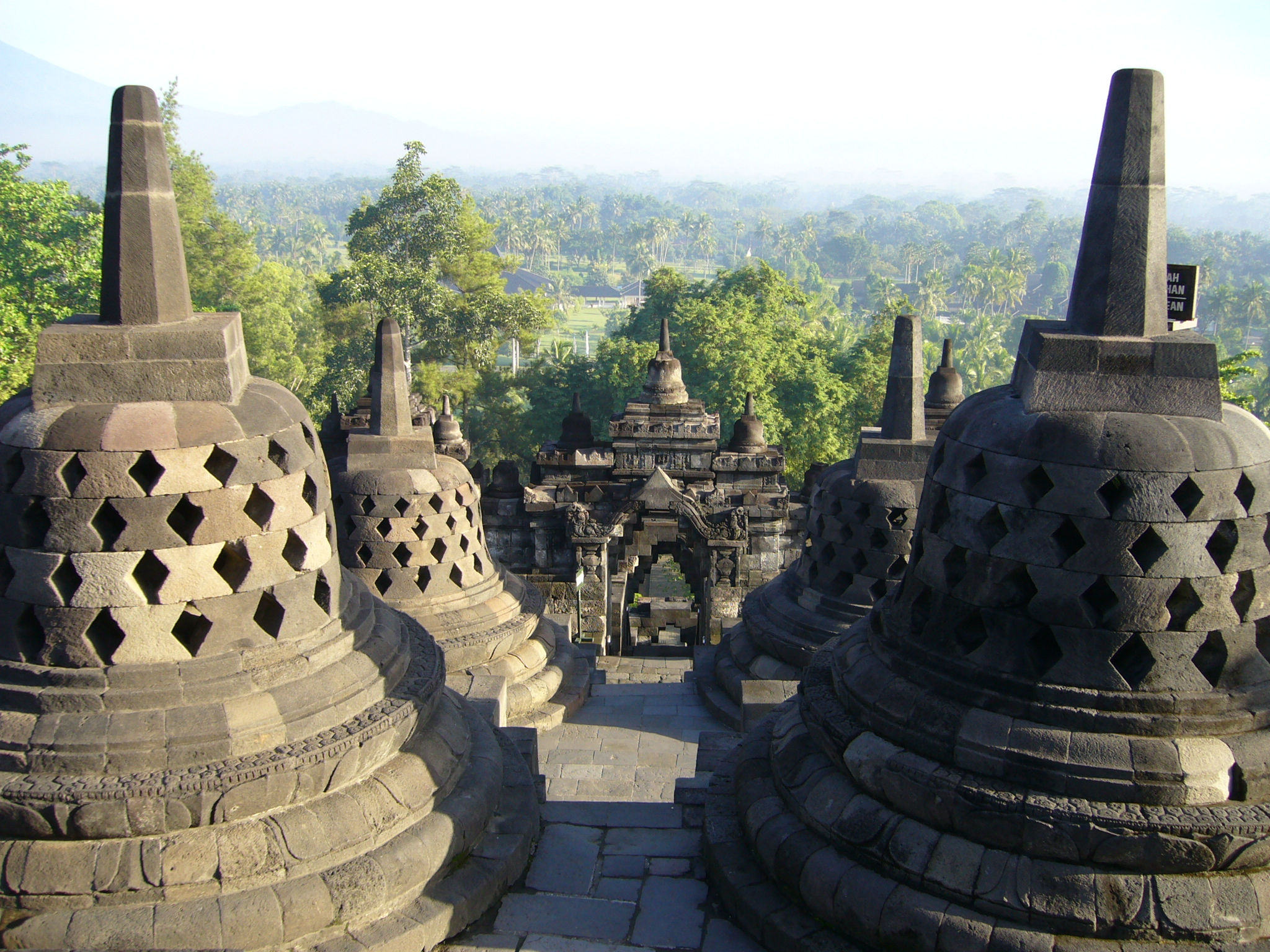
ボロブドゥル寺院遺跡群

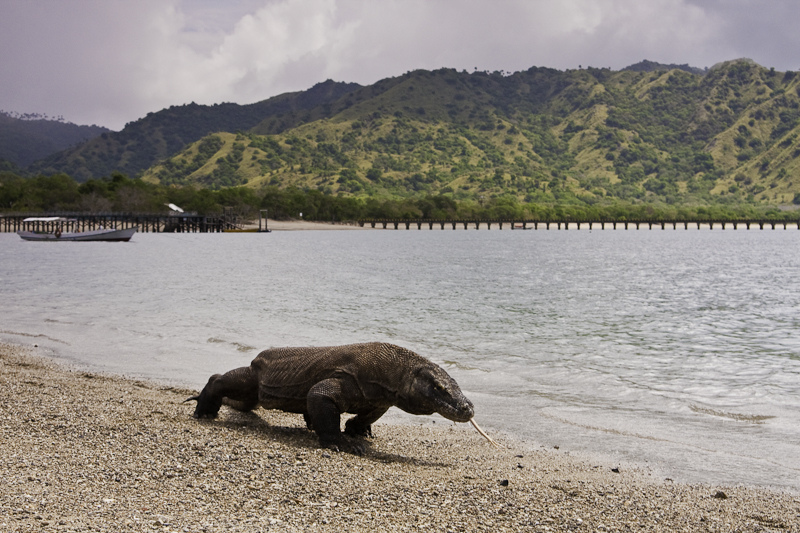
コモド国立公園

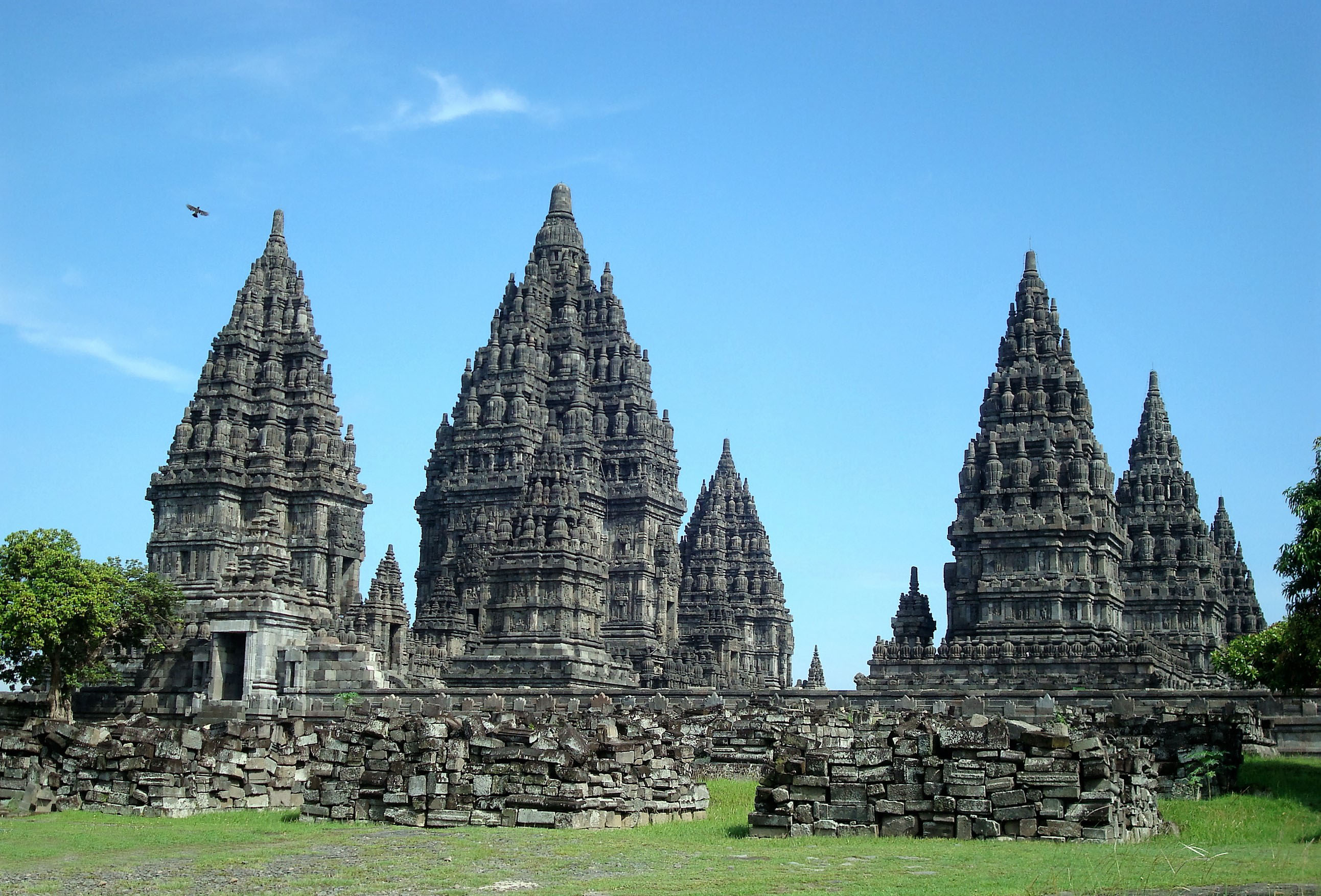
プランバナン寺院群

インドネシアの世界遺産（インドネシアのせかいいさん）はユネスコの世界遺産に登録されているインドネシア国内の文化・自然遺産の一覧。

## 文化遺産
- ボロブドゥル寺院遺跡群（シャイレーンドラ朝） - （1991年）
- プランバナン寺院群 （古マタラム王国） - （1991年）
- サンギラン初期人類遺跡 - （1996年）
- バリ州の文化的景観 : トリ・ヒタ・カラナの哲学を表現したスバック・システム - （2012年）
- サワルント（英語版）のオンビリン炭鉱（英語版）遺産 -（2019年）
- ジョグジャカルタの宇宙論的軸線とその歴史的建造物群－(2023年)

## 自然遺産
- ウジュン・クロン国立公園 - （1991年）
- コモド国立公園 - （1991年）
- ロレンツ国立公園 - （1999年）
- スマトラの熱帯雨林遺産 - （2004年）

## 複合遺産
なし

## 地域別

### スマトラ島
- スマトラの熱帯雨林遺産 - （2004年、自然遺産）
  - グヌン・ルスル国立公園（Gunung Leuser National Park）
  - クリンチ・スブラット国立公園（Kerinci Seblat National Park）
  - ブキット・バリサン・スランタン国立公園（Bukit Barisan Selatan National Park）

- サワルント（英語版）のオンビリン炭鉱（英語版）遺産 -（2019年）

### ジャワ島
- ボロブドゥル寺院遺跡群（シャイレンドーラ朝） - （1991年、文化遺産）
  - パワン寺院
  - マンドゥット寺院
- プランバナン寺院群 （古マタラム王国） - （1991年、文化遺産）
  - （上記リンク参照のこと）
- サンギラン初期人類遺跡 - （1996年、文化遺産）
- ウジュン・クロン国立公園 - （1991年、自然遺産）
  - クラカタウ諸島自然保護区（Krakatau Islands Nature Reserve）
- ジョグジャカルタの宇宙論的軸線とその歴史的建造物群－(2023年、文化遺産)

### バリ島
- バリ州の文化的景観 : トリ・ヒタ・カラナの哲学を表現したスバック・システム - （2012年、文化遺産）

### コモド島とその周辺の島々
- コモド国立公園 - （1991年、自然遺産）
  - ンゴラン保護森林（Nggorang Protection Forests）
  - ンベリリン保護森林（Mbeliling Protection Forests）
  - ワイ・ムール自然保護区（Way Wuul Nature Reserve）
  - ンブラク自然保護区（Mburak Nature Reserve）

### ニューギニア島
- ロレンツ国立公園 - （1999年、自然遺産）